# Abednego Tetteh
Abednego Tetteh (Anomabu, 9 ottobre 1990) è un calciatore ghanese, attaccante dell'Heart of Lions.

## Carriera
Nel 2017 ha giocato sette partite nella CAF Champions League con l'Al-Hilal Omdurman, di cui due nei turni preliminari e cinque nella fase a gironi. Nel 2018, ha anche giocato tre partite nella CAF Confederation Cup con l'El Hilal El Obeid.

## Palmarès

### Club

#### Competizioni nazionali
- Campionato sudanese: 2

Al-Hilal Omdurman: 2016, 2017
- Coppa di Sudan: 1

Al-Hilal Omdurman: 2016
- Campionato ghanese: 1

Hearts of Oak: 2020-2021
- Coppa di Ghana: 1

Hearts of Oak: 2021